# Дунь Ван Пу
Дунь Ван Пу (кит. 東王父, «Король-Батько Сходу») — в китайській міфології володар Східного раю, голова відлюдників-чоловіків, божество даоського пантеону. Протиставляється жіночому божеству Сі Ван Му.
Дунь Ван Пу рідко з'являється в китайських міфах та переказах. Вважається, що це божество було вигадане в середньовіччі як чоловічий антипод Сі Ван Му, головної героїні китайських повістей і оповідок.